# Campionati del mondo di atletica leggera 2005 - Staffetta 4×400 metri maschile
La gara della staffetta 4×400 metri maschile dei Campionati del mondo di atletica leggera di Helsinki 2005 si è disputata nelle giornate del 13 agosto (batterie) e 14 agosto (finale).

## Podio
| Posizione | Paese                                                                 |
| --------- | --------------------------------------------------------------------- |
| Oro       | Stati Uniti Andrew Rock Derrick Brew Darold Williamson Jeremy Wariner |
| Argento   | Bahamas Nathaniel McKinney Avard Moncur Andrae Williams Chris Brown   |
| Bronzo    | Giamaica Sanjay Ayre Brandon Simpson Lansford Spence Davian Clarke    |

## Batterie

### Batteria 1
1. Bahamas (Nathaniel McKinney, Avard Moncur, Troy McIntosh, Andrae Williams) 2'59"73 Q
2. Giamaica (Michael Blackwood, Sanjay Ayre,  Lansford Spence, Davian Clarke) 2'59"75 Q
3. Polonia (Piotr Klimczak, Marcin Marciniszyn, Robert Maćkowiak, Rafał Wieruszewski) 3'00"38 q
4. Germania (Simon Kirch, Kamghe Gaba, Florian Seitz, Bastian Swillims) 3'03"17
5. Svezia (Mattias Claesson, Jimisola Laursen, Johan Wissman, Thomas Nikitin) 3'03"62
6. Botswana (Obakeng Ngwigwa, California Molefe, Tshepho Kelaotswe, Masheto Gakologelwang) 3'06"39

### Batteria 2
1. Stati Uniti (Miles Smith, Derrick Brew, LaShawn Merritt, Darold Williamson) 3'00"48 Q
2. Trinidad e Tobago (Ato Modibo, Julieon Raeburn, Renny Quow, Damion Barry) 3'01"91 Q
3. Russia (Dmitriy Forshev, Andrey Rudnitskiy, Andrey Polukeyev, Yevgeniy Lebedev) 3'02"05 q
4. Ucraina (Oleksiy Rachkovsky, Andriy Tverdostup, Myhaylo Knysh, Vitaliy Dubonosov) 3'03"41
5. Spagna (David Testa, David Canal, David Melo, Antonio Manuel Reina) 3'08"03
6. Zimbabwe (Nelton Ndebele, Young Talkmore Nyongani, Brian Dzingai, Temba Ncube) 3'08"26 
  -  Giappone (Yuzo Kanemaru, Kenji Narisako, Yoshihiro Horigome, Mitsuhiro Sato) dq

### Batteria 3
1. Regno Unito (Robert Tobin, Martyn Rooney, Malachi Davis, Graham Hedman) 3'01"95 Q
2. Francia (Leslie Djhone, Naman Keïta, Abderrahim El Haouzy, Marc Raquil) 3'02"86 Q
3. Rep. Dominicana (Arismendi Peguero, Carlos Santa, Danis García, Antonio Side) 3'03"57
4. Sudafrica (Jan van der Merwe, Ockert Cilliers, Pieter de Villiers, L.J. van Zyl) 3'04"64
5. Nigeria (Saul Weigopwa, Musa Audu, Bolaji Lawal, Enefiok Udo-Obong) 3'07"91 
  -  Arabia Saudita (Hamdan Odha Al-Bishi, Hadi Soua'an Al-Somaily, Hamed Hamadan Al-Bishi, Mohammed Al Salhi) dq

## Finale
1. Stati Uniti (Andrew Rock, Derrick Brew, Darold Williamson, Jeremy Wariner) 2'56"91
2. Bahamas (Nathaniel McKinney, Avard Moncur, Andrae Williams, Chris Brown) 2'57"32
3. Giamaica (Sanjay Ayre, Brandon Simpson, Lansford Spence, Davian Clarke) 2'58"07
4. Regno Unito (Timothy Benjamin, Martyn Rooney, Robert Tobin, Malachi Davis) 2'58"82
5. Polonia (Marcin Marciniszyn, Robert Maćkowiak, Piotr Rysiukiewicz, Piotr Klimczak) 3'00"58
6. Francia (Leslie Djhone, Naman Keïta, Abderrahim El Haouzy, Marc Raquil) 3'03"10
7. Russia (Dmitriy Forshev, Andrey Rudnitskiy, Oleg Mishukov, Yevgeniy Lebedev) 3'03"20
  -  Trinidad e Tobago (Ato Modibo, Julieon Raeburn, Renny Quow, Damion Barry) dq